# 黎荘宗
黎荘宗（れいそうそう、ベトナム語: Lê Trang Tông）は、後黎朝大越の第13代皇帝（在位：1533年 - 1548年）。中興黎朝の祖。名は黎 寧（れい ねい、ベトナム語: Lê Ninh）。

## 生涯
昭宗の子。昭宗を殺してその弟の恭皇を擁立した莫登庸は恭皇に禅譲を迫り、莫朝を打ち立てた。南方へ逃れた黎寧は、哀牢（現在のラオス）に逃亡していた安清侯阮淦の保護を受けた。
大正3年（1532年）、阮淦に擁立された黎寧は哀牢で皇帝に即位して黎朝を再興した。ただし実権は尚父太師・興国公阮淦に握られ、荘宗は阮淦の傀儡に過ぎなかった。阮淦の指揮下で黎朝軍は西都清化を奪回して清化以南の地域を確保し、北の莫朝と対峙した（南北朝時代）。
元和13年（1545年）に阮淦が毒殺されたが、婿の鄭検が軍権を引き継ぎ、荘宗はその傀儡であり続けた。元和16年（1548年）に死去し、長男の黎暄が跡を継いだ（中宗）。